# Cheiracanthium lascivum
Cheiracanthium lascivum là một loài nhện trong họ Miturgidae.
Loài này thuộc chi Cheiracanthium. Cheiracanthium lascivum được Ferdinand Karsch miêu tả năm 1879.